# Distretto di San Gregorio
Il distretto di San Gregorio è uno dei tredici distretti  della provincia di San Miguel, in Perù. Si trova nella regione di Cajamarca e si estende su una superficie di 308,05 chilometri quadrati.

Istituito il 2 gennaio 1857, ha per capitale la città di San Gregorio; al censimento 2005 contava 2.688 abitanti.